# Covington (Oklahoma)
Covington – miasto w Stanach Zjednoczonych, w stanie Oklahoma, w hrabstwie Garfield.